# セント・アンドリュー教区 (グレナダ)
セント・アンドリュー教区（Saint Andrew Parish）は、グレナダの行政教区。グレナダ島東部の広い範囲を管轄し、島では唯一すべての教区と接している。首府は第二の都市グレンヴィル。面積は99平方キロメートルで国内では最も大きい。人口は2.8万人（2019年推計）。
フランス領時代の1650年代にグラン・マルキ教区（Grand Marquis）として設置された。後にイギリス領となり、1795年から1796年までのフェドン反乱ではマーキー（フランス語読みはマルキ）が首府であった。1796年にセント・アンドリューへ改称した。現在では200エーカーのカカオ農場と自家農園で有機カカオ豆が栽培されている。

## 主要都市
- Chutz
- グレンヴィル（Grenville）
- マーキー（英語版）（Marquis）
- パラダイス（英語版）（Paradise）
- ユニオン・ヴィレッジ（英語版）（Union Village）